# 罪と罰 (椎名林檎の曲)
「罪と罰」（つみとばつ）は、日本のシンガーソングライター椎名林檎の6枚目のシングル。この楽曲は「ギブス」とともに椎名の2作目のスタジオ・アルバム『勝訴ストリップ』からの先行シングルとして東芝EMIより2000年1月26日に日本で同時発売された。楽曲は「ここでキスして。」のリリース後に椎名が過労から化膿性炎症を発症し全ての音楽活動を休止、自宅療養していた際に書かれた。音楽性としては1970年代風のロック・バラードであると指摘されており、椎名はこの楽曲を巻き舌と絶叫に近い掠れ声を用いて歌っている。楽曲にはゲスト・ミュージシャンとしてBLANKEY JET CITY（当時）の浅井健一がギターで参加している。
この楽曲は大衆的に成功を収めており、オリコンシングル・チャートで最高位4位を記録。シングルは累計で54万枚以上を売り上げている。楽曲のミュージック・ビデオは木村豊が監督を務め、ビデオは"クルマを切る"というコンセプトの元で制作された。ビデオで椎名は眉を全剃りし両目の周りが真っ黒に塗られた容貌で刀を一振りし、車を真っ二つにする、という設定。このビデオは評価を受け、2000年のSPACE SHOWER Music Video Awardsでは最優秀女性アーティストビデオ賞を受賞した。更に、「罪と罰」は1999年の先攻エクスタシーツアーにて初披露されたほか、2000年の下剋上エクスタシーツアーや2003年の雙六エクスタシーツアー、2008年に行われたライブ林檎博など複数回にわたってライブ・パフォーマンスされている。

## 背景
「罪と罰」は、セカンド・アルバム『勝訴ストリップ』からの先行シングルである。この楽曲は『無罪モラトリアム』を引っさげての初の全国ツアー先攻エクスタシーツアー初日である1999年4月1日に椎名の地元福岡公演で初披露された。椎名はその際のMCにおいて、博多弁で「まったくリリース予定のない曲やけん、もし、これがシングルで出て欲しいと思った人は、東芝EMIに手紙でも書いてください」と話し、ファンに対して楽曲のシングル化を訴えている。後に椎名はこの呼びかけを自分の地元福岡だけでのリップサービスのつもりだったと語っている。しかしながら、ファンはこの呼びかけに反応した。実際にEMIに対し楽曲のシングル化を要望する運動が起こり、リリース嘆願のための署名運動が行われる事態とまでに発展した。
同じ頃、EMIは「本能」に続く新しいシングルのリリース計画を立てていた。その中で「ギブス」とこの楽曲「罪と罰」がシングル候補に上がっていたが、椎名、EMIスタッフともにどちらをシングルにするのか絞り切れずにいた。椎名はこの件について、電子版フリー・ペーパー"電脳RAT Vol.12"のなかで「どっちを出そうかすごく悩んで、もう自分で決められなくなっちゃって。それでスタッフに任せたら、スタッフの人達も決められなかったらしく（笑）。」と語っている。シングル化の選択は最後まで決着せず、結果「罪と罰」は「ギブス」と共に同時リリースされる運びとなった。また、椎名は2枚同時リリースについてはあんまり意味はないとしている。

## 制作と録音
「罪と罰」は、「ここでキスして。」のリリース後に過密スケジュールからくる過労によって急性化膿性炎症にかかった椎名が全ての活動を休止して自宅で療養していた1999年1月頃に制作された。「罪と罰」はその時に受けたインスピレーションを元に書かれており、椎名は楽曲について「歌詞は病棟での日記ですね。病気になっちゃったのは罰なんだって自分を責めている。その気持ちが振り切れちゃっている。いっつも人のいうことを聞かないからこうなったっていう」と語っている。
レコーディングでは、椎名の憧れていたBLANKEY JET CITY（当時）の浅井健一がゲスト・ミュージシャンとしてギターで参加している。椎名は「『罪と罰』は絶対浅井さんにギター弾いて欲しかった」と語り、ギターパートのみを外して収録したMDのデモテープとこの曲に対する気持ちと自身の電話番号を書いた手紙を同封して浅井に送ったところ、後日浅井健一から連絡が入り、「カッコイイ曲だね、弾くよ」と快諾し今回の参加が実現した。「罪と罰」は浅井とのセッションによって楽曲が盛り上がり、元の収録予定時間に対してアウトロが伸びる結果となった。またアウトロには浅井による歯笛も挿入されている。

## 音楽性と歌詞
「罪と罰」は椎名によって作詞作曲され、編曲は長年コンビを組んできた亀田誠治と二人で行っている。
音楽性的に「罪と罰」はヘヴィー級の重厚感のある1970年代風のロック・バラードであると指摘されており、椎名は楽曲を絶叫に近い掠れ声と巻き舌で歌っている。収録時間がシングル版では4分43秒であるのに対して、アルバム収録版では5分32秒と大幅に伸びている。
歌詞は、本人曰く"病床に伏してた時の私の日記"。元々病弱気味だった椎名が「ここでキスして。」のリリース後に体調を崩し寝込んでいる最中に気分が落ち込み、ネガティブな状態だった気持ちを書いたもので、同じ時期に「病床パブリック」の歌詞も書かれた。更に前作「本能」と今作「罪と罰」の歌詞はワンセットになっており、また「罪と罰」は歌詞で語られている以上に別の意味も持っているという。椎名はこの点について、「『本能』の歌詞みたいな自己顕示欲とか嫉妬心とかの本能に対しての罰。だから、『本能』と『罪と罰』は同じことをいってる。本能を肯定するか、罰だとするかという違い。」

## チャート成績
この楽曲はフィジカルでは1月26日にシングル・リリースされた。シングルは2000年2月第1週付の発売初週のオリコンシングル・チャートにて365,910枚を売上げ、4位で同チャートに初登場した。この週はチャートのレベルが高く、1位のサザンオールスターズの「TSUNAMI」、2位のモーニング娘。の「恋のダンスサイト」までの売上が60万枚を超え、同時リリースされ3位となった椎名の「ギブス」も40万枚を超えた。シングルは2週目も63,840枚を売上げ、11位を記録している。「罪と罰」は同シングル・チャートで最高位4位を記録し、計11週にわたってチャート・インし、累積では54.6万枚を売り上げている。

## ミュージック・ビデオ
この楽曲のミュージック・ビデオは、前作「本能」で評価を得た木村豊が引き続き監督を務めている。このビデオを撮るにあたって椎名はビデオ監督の選択についてこだわりを持って取り組んでおり、『LAWSON TICKET』でのインタビューにおいて彼女は「ライブでずっとやり続けてきた曲だから、私の中ではとにかく演奏シーンだったんですよ。それでそういうのをカッコよく撮れる監督っていないかなって探しててくるりの『青い空』とかブランキーの『デリンジャー』のビデオが好きで、私が言ったら実はその2つを撮った監督は同じ人だったんですね。じゃあ、ぜひ頼みたいって思って。」と語っている。このビデオは、PV集『性的ヒーリング〜其ノ弐〜』並びにシングルPV全集『私の発電』に収録されている。
このミュージック・ビデオ「罪と罰」は"自分のクルマを切る"というコンセプトで制作された。ビデオには椎名が中古で購入した私物の辛子色の1970年代製メルセデス・ベンツ・W114の半身が使用された。この車は頻繁に故障するため廃車処分しようか考えていたところ、その話を知ったビデオ監督から「どうせだったらプロモに使ったら?」「今、車切る人いないよ」と持ちかけられ承諾。ベンツは2000万円の費用をかけて解体され、CDのジャケット写真とビデオに使用されることになった。その後椎名はビデオの撮影でスタジオに入った際、ベンツが縦半分に切られた姿を見て可哀想になり涙を零したという。なお、PV集『性的ヒーリング〜其ノ弐〜』のエンディングソングの「依存症」の映像では、富士山の麓の高原で撮影したベンツの爆破シーンが納められている。この映像は「依存症」のサビの音声を使った1分30秒ほどのもので、「依存症」の音声を背景に髪を結い、喪服を着て三味線を弾く椎名の後方に置かれたベンツの半身が弔われている。撮影終了後も廃車とはされず、東芝EMIの美術倉庫に保管されることとなった。ビデオの中で椎名は黒のインナーに赤のジャケットを着て眉毛を全剃りし、左右両目の周りを真っ黒に塗って刀を一振りし、車を真っ二つにしている。音楽ライターの丹生敦は、このメイクを"マリリン・マンソンみたいなゴス・メイク"だと指摘し、更に刀で車を斬るシーンについては"刀で切ったという設定はルパン3世の五右衛門からインスパイアされたものか。"とコメントしている。
2000年のSPACE SHOWER Music Video Awardsでは、このビデオは最優秀女性アーティストビデオ賞を受賞している。

## ライブ・パフォーマンス
「罪と罰」は、椎名初のツアーでライブハウス・ツアーとなった先攻エクスタシーツアーの初日、1999年4月の福岡公演にて初披露された。このツアーでは、舞台を暗くし、その両端に炎を灯すという演出が行われた。椎名は頭にティアラをのせ、赤いシースルーのコートに、黒のキャミソールとガーターベルト、編みタイツという装いでパフォーマンスを行った。1999年6月16日、椎名は第218回赤坂ライブに出演した。これはこの年の初頭に彼女が急性化膿性炎症にかかり全ての活動をキャンセルしたことに伴う振り替え公演で、楽曲はライブの1曲目に演奏され、この時ライブのラストでは「ギブス」も披露されている。「罪と罰」は、ライブ・ツアー下剋上エクスタシーツアーでもパフォーマンスされている。このツアーはアルバム『勝訴ストリップ』を受けてのライブ・ツアーで、2000年4月から6月までの間に行われた。このツアーではアンコール2曲を含む全22曲がパフォーマンスされ、楽曲は14曲目の「幸福論」に続くライブ15曲目に演奏された。ツアーのセットリストは全公演共通であるが、東京のNHKホールでの公演のみ、セットリストが異なっている。この公演ではアンコール1曲を含む全24曲が演奏され、「罪と罰」は16曲目の「警告」に続く17曲目で演奏・パフォーマンスされている。このツアーで椎名は病院の手術室をテーマに組まれた心電図や人体模型、生命維持装置が並ぶセットの中で、長い髪を垂らし、白いロングドレスを身に着けてライブ・パフォーマンスを行った。この時、楽曲はバンドスタイルで演奏されている。このライブの模様は録音されており、ツアーと同名の『下剋上エクスタシー』のタイトルで2000年12月7日に日本でVHSとDVDの2規格により発売されている。
2003年に行われた『加爾基 精液 栗ノ花』のサポート・ツアー"雙六エクスタシー"でも楽曲は演奏された。この時椎名は白と水色の模様の着物に身を包み、後に東京事変として正式にデビューする亀田誠治、晝海幹音、ヒイズミマサユ機、畑利樹をバック・バンドに随えて「罪と罰」のパフォーマンスを行った。ツアーでは全23曲が演奏され、「罪と罰」は1曲目の「幸福論（悦楽編）」に続く2曲目に演奏されている。椎名は1曲目の「幸福論」ではライブ前の客電が点いた状態のままでパフォーマンスし、2曲目の「罪と罰」のパフォーマンスで初めて会場の照明を消し、暗転。演奏が始まると再び照明を点灯させた。VIBE-NET.COMはパフォーマンスについて、"巧妙な演出によって誰もが驚きに包まれているさ中、情念の塊のように歌い上げる椎名林檎の姿と声は、おそらく強烈なインパクトをもって会場すべての人に鳥肌を立たせただろう。"とコメントした。更に"やはり凄まじい声だ。"と付け加えている。このツアーの模様は、2003年9月27日に日本武道館で行われた公演が『Electric Mole』として日本にて2003年12月17日にDVD規格で発売されている。
2007年には、NHKによる『椎名林檎お宝ショウ@NHK』のなかで椎名は指揮者斎藤ネコと共にオーケストラを従えてストリングス・ヴァージョンの「罪と罰」のパフォーマンスを行った。2008年に音楽フェスRISING SUN ROCK FESTIVAL 2008に出演した際にも楽曲は演奏された。この時も『お宝ショウ』同様斎藤ネコと共同でライブ・パフォーマンスをし、斎藤はヴァイオリン2本とチェロ、ビオラによる斎藤ネコカルテットを従えて、椎名はピアノを弾くという編成でパフォームされている。
更に、2008年11月28日から29、30日の計3日間にかけて行われた椎名のデビュー10周年記念ライブ「椎名林檎（生）林檎博'08〜10周年記念祭〜」でもパフォーマンスされ、楽曲はライブの全26曲のうち12曲目に演奏されている。椎名はこの時胸あたりまである髪と眉まで前髪のある黒のウィッグに、前身ごろを白、後身頃を黒のワンピースに身を包んでパフォーマンスを行った。このライブは最終日2008年11月30日の公演が録音され、『Ringo EXPO 08』としてDVD規格で2009年3月11日に日本で発売されている。椎名は2009年6月24日に放送されたNHKの『SONGS』でも「罪と罰」をパフォーマンスしている。

## カバー
- 2008年には、日本の3ピース・バンドGENERAL HEAD MOUNTAINがアルバム『月かなしブルー』の中でカバーした[44]。『CDジャーナル』はこのカバーについて、"彼ら流に昇華"とコメントしている[45]。
- 2023年には、アルバム『Adoの歌ってみたアルバム』（2023年12月13日発売）にてAdoがカバーしている[46]。

## 収録曲
| #         | タイトル             | 作詞・作曲            | 編曲               | 時間  |
| --------- | -------------------- | --------------------- | ------------------ | ----- |
| 1.        | 「罪と罰」           | 椎名林檎              | 亀田誠治、椎名林檎 | 4:43  |
| 2.        | 「君ノ瞳ニ恋シテル」 | Bob Crewe、Bob Gaudio | 亀田誠治、椎名林檎 | 4:31  |
| 3.        | 「17」               | 椎名林檎              | 亀田誠治、椎名林檎 | 4:33  |
| 合計時間: | 合計時間:            | 合計時間:             | 合計時間:          | 13:49 |

## 演奏
- ベース：亀田誠治
- エレキギター、歯笛：浅井健一
- オルガン：斎藤有太
- ドラム：村石雅行

## リリース日一覧
| 国/地域 | リリース日    | 規格       |
| ------- | ------------- | ---------- |
| 日本    | 2000年1月26日 | CDシングル |
| 台湾    | 2000年1月26日 | CDシングル |